# Rudolf Bester
Rudolf Bester, noto anche come Rudolph Bester (Otjiwarongo, 19 luglio 1983), è un ex calciatore namibiano, di ruolo attaccante.

## Carriera

### Nazionale
Ha esordito in nazionale nel 2004.

## Palmarès

### Club

#### Competizioni nazionali
- Campionato namibiano: 1

Blue Waters: 2004
- Coppa di Lega sudafricana: 1

Orlando Pirates: 2011
- Campionato sudafricano: 1

Orlando Pirates: 2011-2012